# Joel Soñora
Joel Soñora (Dallas, 15 settembre 1996) è un calciatore statunitense, centrocampista del Colón (SF).

## Biografia
Nasce a Dallas nel periodo in cui il padre Diego gioca per i Dallas Burn. Anche suo fratello Alan è un calciatore professionista.

## Caratteristiche tecniche
È un trequartista.

## Carriera

### Club
Cresciuto nelle giovanili del Boca Juniors, nel 2015 viene acquistato dallo Stoccarda che lo aggrega alla seconda formazione.

### Nazionale
Ha giocato nella nazionale statunitense Under-17.
Nel 2015, con la nazionale Under-20 statunitense, viene inserito tra i 23 giocatori selezionati in occasione dei Mondiali di categoria.